# Gonionotophis klingi
Espèce
Statut de conservation UICN

 LC  : Préoccupation mineure
Gonionotophis klingi est une espèce de serpents de la famille des Lamprophiidae.

## Répartition
Cette espèce se rencontre :
- en Côte d'Ivoire ;
- au Ghana ;
- en Guinée ;
- au Liberia ;
- au Nigeria ;
- au Togo.

## Description
L'holotype de Gonionotophis klingi mesure 42 cm dont 12,5 cm pour la queue. La taille moyenne chez les adultes est de 30 cm (max 45). Le dos est uniformément brun sombre et le ventre est jaunâtre. Les écailles dorsales sont parfois bordées de clair. À noter que cela peut donner une impression d’une bande blanchâtre courant le long du dos. La tête est plate, bien distincte du cou. Le museau est arrondi et l'œil est petit avec une pupille discrètement verticale. La queue est courte. Il y a 7 ou 8 labiales supérieures, la quatrième et la cinquième sont en contact avec l'œil. Cette espèce se nourrit principalement de batraciens. G. grantii lui ressemble et se retrouve aussi en Côte d’Ivoire. On peut les différencier par le nombre de rangs dorsaux d’écailles (19 pour G. klingi contre 15 pour G. grantii).

## Étymologie
Son nom d'espèce lui a été donné en l'honneur de Hauptmann Eugen Kling.

## Publication originale
- Matschie, 1893 : Einige anscheinend neue Reptilien und Amphibien aus West-Afrika. Sitzungsberichte der Gesellschaft Naturforschender Freunde zu Berlin, vol. 1893, p. 170–175 (texte intégral).